# نصير كندي (مياندوآب)
نصير كندي هي قرية في مقاطعة مياندوآب، إيران. عدد سكان هذه القرية هو 1,878 في سنة 2006.